# 浦尾岳大
浦尾岳大（日语：／ Urao Takehiro，1990年2月3日—）是日本男聲優，隸屬於尾木Pro THE NEXT。

## 經歷
- 明治大學文學部畢業。
- 2021年8月16日，所屬事務所發表確診為新型冠狀病毒陽性[2]。

## 人物
- 興趣：騎自行車遠行（神奈川～北海道）、演奏鋼琴
- 特長：鼻聲歌模仿[1]

## 出演作品
- 主要角色以粗體顯示。

### 電視動畫
2015年
- 純情羅曼史3（劍道部員、友人B、快遞員）

2017年
- 偶像大師 SideM（兜大吾）

2018年
- 刻刻（佐河(青年)）
- 卡片戰鬥先導者(新系列)（對戰對手A）
- 偶像大師 SideM 有理由Mini!（兜大吾）
- 智龍迷城X（SDF隊員）
- BORUTO-火影新世代-NARUTO NEXT GENERATIONS-（石英）

2019年
- 卡片戰鬥先導者(新系列)（Blaster Dagger）
- 卡片戰鬥先導者 新右衛門篇（常客B）
- 毛球權次郎（町的人）

2020年
- 半妖的夜叉姬（翡翠）

2021年
- 月與萊卡與吸血公主（西蒙·阿達莫夫）
- 半妖的夜叉姬 貳之章（翡翠）

2022年
- 擅長捉弄人的高木同學3（中島）

### Web動畫
2019年
- ULTRAMAN（安藤、一年生、傭兵）

### 遊戲
2015年
- 萬千回憶（遙宮的彷術師傑德、朧漠的義士加哈爾）

2016年
- 偶像大師 SideM（2016年 - 2023年 兜大吾[3]）

2017年
- 偶像大師 SideM LIVE ON ST@GE!（2017年 - 2020年 兜大吾）
- 怪物彈珠（2017年 - 2025年 巴沙洛繆．羅伯茨[4]、焰摩天[5]）

2018年
- 天涯ニ舞ウ、粋ナ花

2019年
- 幻獸契約Cryptract（2019年 - 2022年 伊修哈爾特、キクヅキ）

2021年
- 偶像大師 POPLINKS（兜大吾[6][7]）
- 偶像大師 SideM 成長之星（2021年 - 2023年 兜大吾）

2024年
- 妖怪手錶 Puni Puni（キメラウォッチ<思念体>[8]）
- 東京謎影者（路卡斯．艾蘭多[9]）

### 吹替
2014年
- 颶風時刻（恩格爾）

### 電影
2014年
- 青鬼（高校生）

### 廣播劇CD
2016年
- 偶像大師 SideM ST@RTING LINE -13・14（兜大吾）

## 外部連結
- （日語）事務所個人介紹頁 （页面存档备份，存于）
- 浦尾岳大的X（前Twitter）
- 浦尾岳大のプロフィール・画像・写真 - WEBザテレビジョン （页面存档备份，存于）
- 浦尾 岳大｜声優名鑑 - 声優グランプリweb （页面存档备份，存于）
- 浦尾岳大の解説 - goo人名事典 （页面存档备份，存于）